# Guisborough
Guisborough è un paese di 16 979 abitanti della contea del North Yorkshire, in Inghilterra.